# Gigantochloa holttumiana
Gigantochloa holttumiana là một loài thực vật có hoa trong họ Hòa thảo. Loài này được K.M.Wong mô tả khoa học đầu tiên năm 1982.